# Irena Krastewa
Irena Angelowa Krastewa (bulgarisch Ирена Ангелова Кръстева; * 22. Juli 1955 in Sofia) ist eine bulgarische Medienunternehmerin. Ihre Medienholding Balkan Media zählt zu den führenden Medienkonzernen des Landes. Sie besitzt die bulgarischen Zeitungen „Telegraf“ (bulg. Телеграф), „Monitor“ (bulg. Monitor), „Politika“ (bulg. Политика), „Sasada“ (bulg. Засада), „Borba“ (bulg. Борба), „Meridian matsch“ (bulg. Меридиан мач), sowie den Fernsehsender BBT (bulg. ББТ). Irena Krastewa ist die Besitzerin der größten Druckerei in Bulgarien, des „Verlags- und Druckerei-Komplexes ‚Rodina‘“ (bulg. ИПК „Родина“). Konkurrenzverlage weisen auch darauf hin, dass sie Eigentümerin einer Reihe von Zeitungsvertrieben ist, allerdings gibt es keine Belege dafür. Irena Krastewa hatte auch den Fernsehsender TV5 gekauft, dieser wechselte jedoch im Mai 2009 der Besitzer.

## Leben
Vor der Wende in Bulgarien 1990 hatte sie klassische Philologie studiert und als Korrektorin im Verlag der Bulgarischen Akademie der Wissenschaften gearbeit. Sie ist die Mutter des Oligarchen Deljan Peevski. Ihm werden enge Beziehungen zur organisierten Kriminalität nachgesagt.  In der Presse wird angenommen, dass die freundschaftliche Bindung von Irena Krastewa mit der Pressesprecherin von Simeon Sakskoburggotski, Galja Ditschewa, sehr bei der ersten Ernennung ihres Sohnes zum parlamentarischen Staatssekretär geholfen haben.
Unter der Regierung von Simeon Sakskoburggotski war Irena Krastewa ab 2002 Direktorin der Bulgarischen Sportwetten (bulg. Български спортен тотализатор). In diese Zeit fiel auch der Skandal um den Versuch der nicht öffentlich bekannt gemachten Privatisierung der Sofioter Sporthalle Universiada und des Sportkomplexes „Totochance“ am Goldstrand, in den Irena Krastewa, ihr Sohn Deljan Peevski und der Sportminister Wassil Iwanow-Lutschano (Васил Иванов-Лучано) verwickelt waren. Ein Untersuchungsverfahren verlief damals im Sande. Sie wurde im November 2005 von diesem Posten entbunden, da sie in ihrer Eigenschaft als Direktorin der "Olimpika AG" in undurchsichtige Geschäfte um das Eigentum von bulgarischen Sportverbänden (Sporthalle „Universiada“ und Sportkomplex „Totochance“) verwickelt war.
Sie kaufte im Sommer 2007 überraschend die Tageszeitungen "Telegraph" und "Monitor" und das Wochenblatt "Politika". "Dabei konnte sie als frühere Direktorin der Staatlichen Totogesellschaft eigentlich weder über das Startkapital noch über das fachliche Know-how zum Aufbau eines Medienkonzerns verfügen." urteilte der Spiegel 2016.

## Medien
Irena Krastewa ist Eigentümerin eines großen Medienimperiums. Neben zahlreichen Zeitungen hat sie eine große Druckerei und ein Pressevertriebsnetz sowie Fernsehsender. Ihr Sohn Deljan Peewski leitet das Unternehmen faktisch. Obwohl sein Name als Besitzer fast nirgends in diesen Medien auftaucht, gibt er die redaktionelle Ausrichtung vor und bestimmt die Personalpolitik. Er entlässt und stellt die Journalisten ein.
Zu den von Irene Krastewa und ihrem Sohn Deljan Peewski kontrollierten Medien gehören die Zeitungen:
- Telegraf (bulg. Телеграф)
- Monitor (bulg. Монитор)
- Politika (bulg. Политика)
- Weekend (bulg. Уикенд)
- Wseki den (bulg. Всеки ден)
- Meridian matsch (bulg. Меридиан мач)
- Borba (bulg. Борба) – eine Regionalzeitung in Weliko Tarnowo
- Tschernomorski far (bulg. Черноморски фар) – eine Regionalzeitung in Warna
- Minache gedini (bulg. Минаха години)
- Wtora mladost (bulg. Втора младост)

und die TV-Kanäle:
- TV7 (ТВ7)
- ББТ
- TV 7 News (Нюз7)

sowie die Internetseiten:
- BNEWS
- Всеки ден

Nach einer Überprüfung teilte die Staatsanwaltschaft 2009 mit, dass das Geld, mit dem Irena Krastewa ihre Medien erworben hatte und später auch Mehrheitseigner der Großdruckerei "Rodina" wurde, sauber war. Die Frage hatte sich gestellt, da Irena Krastewa als Angestellte des Verlages der Bulgarischen Akademie der Wissenschaften nie genug Geld für den Kauf ihrer heutigen Mediengruppe hätte verdienen können. Es lag also nahe, dass irgendjemand hinter ihr steht, von dem das Geld kam.
Die Zeitungen sind in der Neuen bulgarischen Mediengruppe (bulg. Нова българска медийна група; engl. New Bulgarian Media Group Holding; NBMG) zusammengefasst, hinter der teilweise auch die Partei DPS steht. Inwieweit Mutter und Sohn von der DPS nur als Besitzer vorgeschoben sind, ist Gegenstand von Spekulationen in Bulgarien.
Ihre ersten Zeitungen hatte Irena Krastewa 2007 gekauft. Über die Neue bulgarische Mediengruppe von Petjo Blaskow (bulg. Петьо Блъсков) kaufte sie die Zeitungen „Telegraf“, „Monitor“ und „Politika“. Später kaufte sie sich noch über die gleiche Mediengruppe bei der Zeitung „Meridian matsch“ ein. Für die Beteiligung an der Zeitung „Expres“ und dem Fernsehsendern „TV7“ und „Sport7“ bediente sie sich der Firma „Kraun media“, die zur Firmengruppe des Politikers und Parteiführers der Partei DPS Ahmed Dogan gehören.